# Capitaine (grade militaire)
Pour les articles homonymes, voir Capitaine.

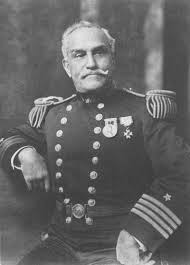
George Colvocoresses (1816-1872), capitaine de l'US Navy.

Le terme capitaine du latin caput, capitis « tête » évoque le commandement. Il est utilisé dans de nombreux domaines.

## Grade
Le terme capitaine est un grade militaire (dans une armée) : 
- capitaine, dans les composantes aérienne et terrestre des Forces armées belges ;
- capitaine, dans les composantes aérienne et terrestre des Forces armées canadiennes ;
- capitaine, dans les composantes aérienne et terrestre des Forces armées françaises ;
- capitaine, dans l'armée suisse.

Dans certaines marines militaires, il existe aussi les grades de capitaine de corvette, capitaine de frégate et capitaine de vaisseau.
Ses traductions littérales correspondent aussi à des grades militaires dans des pays non francophones :
- Hauptmann (homonymie) en allemand ;
- captain en anglais ;
- capitano en italien ;
- kapitan en russe.

Ce grade existe également dans le civil, par exemple dans la police de certains pays.
Dans la marine marchande, il est aussi donné au capitaine de navire, en particulier sur un grand navire de pêche.

## Personnalités

### Capitaines militaires célèbres
- Alfred Dreyfus, capitaine pendant l'affaire Dreyfus, terminera sa carrière en tant que lieutenant-colonel.
- Georges Guynemer, pilote de chasse de la Première Guerre mondiale.
- Danjou, capitaine de la Légion étrangère à la bataille de Camerone.
- Le capitaine Coignet, militaire ayant participé à toutes les campagnes du Consulat et de l'Empire.

### Capitaines de fiction célèbres
- Le capitaine Conan est le héros d'un roman de Roger Vercel, prix Goncourt 1934.
- Le Capitaine Fracasse, un roman de Théophile Gautier paru en 1863.
- Captain America est un super-héros de l'univers Marvel créé par Joe Simon et Jack Kirby.
- Capitaine Caverne.
- Capitaine Benjamin L. Willard (du film Apocalypse Now de Francis Ford Coppola).
- Capitaine Price (dans la série Call of Duty d'Activision)
- Capitaine Rex, commandant clone dans la saga Star Wars